# Брак по договорённости

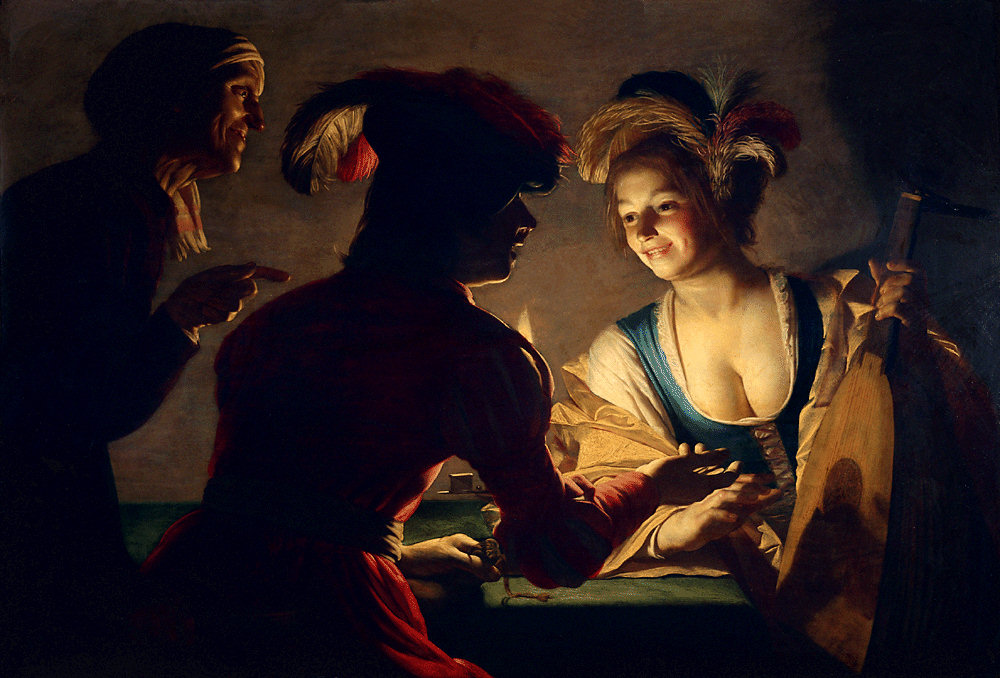
«Сват»
Геррит ван Хонтхорст, 1625

Брак по договорённости (также — устроенный брак) — практика, в которой кто-то, кроме самой пары, делает подбор жениха или невесты, тем временем укорачивая или вовсе опуская процесс ухаживания. Подобные браки глубоко укоренились в королевских или аристократических семьях по всему миру.
На сегодняшний день браки по договорённости широко распространены в Южной Азии (Индия, Пакистан, Бангладеш, Шри-Ланка, Непал, Бутан), по всей Африке, на Ближнем Востоке и Кавказе, в Центральной Азии (ныне в основном в сельской местности), Юго-Восточной Азии и в Восточной Азии до определённой степени. Другие сообщества, практикующие данный обряд, — это, например, Церковь объединения и евреи-хасиды.
Данный вид бракосочетания не следует путать с браками по принуждению, в котором некто силой заставляет жениться на нём или выйти замуж за неё. Браки по договорённости встречаются в индийской, традиционной европейской и африканской культурах, особенно среди знати, и обычно устраиваются по решению родителей или старших членов семьи. Подбор может осуществляться родителями, сватом, брачным агентством или доверенной третьей стороной. Во многих сообществах священники или духовные лидеры, так же, как и родственники или семейные друзья, играют важную роль в сватовстве.

## Вариации
Браки по договорённости варьируются как по характеру, так и по длительности встреч от первого свидания до помолвки. При браке по договорённости, ограниченном лишь знакомством, родители знакомят их сына или дочь с потенциальным женихом или невестой. С этого момента дети вправе завязывать отношения и сделать выбор. Установленного времени как такового не существует. Это явление распространено в сельских местностях Северной Америки, Южной Америки и особенно в Индии и Пакистане. Подобное встречается в Корее и Японии. Такой тип браков по договорённости часто встречается в Иране под названием хастегары. Данный не ограниченный временем процесс требует значительно большего мужества со стороны родителей, а также со стороны будущего жениха или невесты, по сравнению с браком по договорённости с установленным лимитом времени. Мужчины и женщины боятся позора и эмоциональной травмы, которую можно получить от возможного отказа, и поэтому избегают процесса ухаживаний.
В некоторых случаях будущий брачный партнёр может подбираться самими детьми, а не родителями или сватом. В подобных случаях родители должны дать несогласие на подбор и не разрешить браку состояться, или дать согласие на подбор и согласиться на проведение женитьбы. Подобные случаи отличаются от браков по любви, поскольку процесс ухаживания укорочен или вовсе отсутствует, а родители обладают прерогативой дать несогласие на подбор.

## Браки по договорённости вКорее
Браки по договорённости в некоторой степени популярны в Южной и Северной Корее. Корейцы относят такой тип браков к Сон (선). В основном родители устраивают свидание вслепую, но только пара решает, хотят ли они пожениться. Однако предварительное знакомство и изучение кандидата родителями увеличивает шансы на успех по сравнению с обычным свиданием вслепую. Причина, по которой подобный тип брака приветствуется в Корее, это то, что это вопрос не только индивидуального предпочтения, а вопрос слияния двух родов. Поскольку с потенциальным кандидатом заранее знакомятся и тщательно рассматривают кандидатуру, пара столкнётся с гораздо меньшим сопротивлением со стороны членов семьи.
Крайне редки случаи, когда первый Сон ведёт к свадьбе, успех приходит только с проведением множеств встреч Сон с различными кандидатами. Начиная с первого свидания пара начинает встречаться на протяжении нескольких месяцев перед проведением свадьбы. Различия между браком по договорённости и браком по любви размыты в современной Корее, однако в браках по договорённости обнаруживается большая степень вовлечённости в процесс членов семьи.
Сваты и брачные агенты распространены в обеих Кореях. Семьи представляют своих сыновей или дочерей свату, или же холостой мужчина или женщина договариваются о встрече с агентом для анализа их резюме и семейной истории с целью найти брачного партнера, подходящего по социальному статусу и зарплатному потенциалу. Корейцы ведут точную запись родословия и все это обозначено в резюме. Брачные агенты получают плату за свои услуги.

## В кино

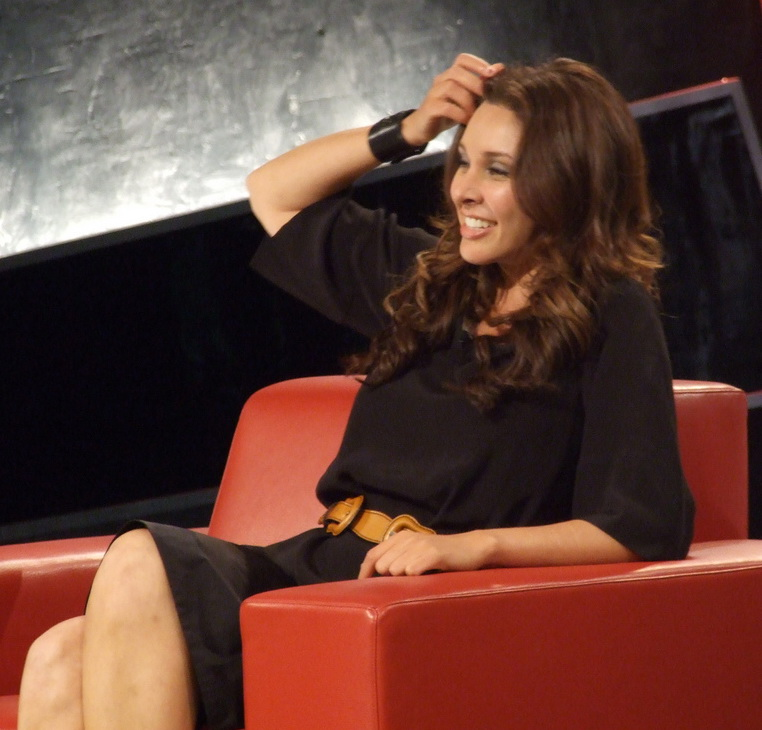
Модель и актриса Лиза Рэй, снявшаяся в фильме «Брак по договорённости» IMDB, даёт интервью во время ток-шоу телеканала СиБиСи касательно браков по договорённости в Индии

В британском фильме «Восток есть Восток» показана практика браков по принуждению: отец-пакистанец (женатый на британке) заставляет своего старшего сына жениться и после побега сына повторяет попытки со следующими двумя старшими сыновьями.
В 2011 году вышел документальный фильм «Цыгане из посёлка Перьи» (в Facebook известен под названием «Замуж в 12 лет. Жизнь цыганского табора», в ВК под названием «В таборе у цыган!)») Кирилла Набутова в цикле «Один день. Новая версия». Фильм рассказывает о существующей практике браков по договорённости в цыганской общине посёлка Пери во Всеволожском районе Ленинградской области. В общине принято заключать браки по договорённости между родителями, с одобрением старейшин, мнение молодожёнов при этом не учитывается. Браки, как правило, заключаются между членами общины. Типичный возраст невесты — 12-13 лет, жениха — 14-15 лет, незамужняя девушка в 17 и более лет считается уже старой. Родители жениха организуют свадьбу, в том числе покупают свадебное платье невесте, поскольку свекровь приобретает помощницу в дом. Молодожёны живут после свадьбы в доме родителей жениха. В качестве примера в фильме показывается подготовка к свадьбе двенадцатилетней девушки. После свадьбы молодожены перестают ходить в школу. Невеста объясняет автору фильма, что стыдно быть замужем и ходить в школу, нужно работать. В общине бытует мнение, что длительное обучение в школе не нужно, достаточно, чтобы дети научились читать и считать. Показываемое в фильме замужество девушки считается выгодным для невесты, поскольку в семье жениха доходы выше, чем в семье невесты. В качестве достоинства раннего брака по договорённости родителей члены общины отмечают то, что в цыганских семьях отсутствуют разводы.

## Сравнение с браками по любви
Брак по любви — это союз двух лиц, основанный на взаимной любви, привязанности, влечении (в том числе сексуальном) и других обязательствах. Хотя данный термин несколько отличается в западном понимании, где все брачные союзы рассматриваются как «браки по любви», он где-то имеет значение, характеризующее понятие брака, которое отличается от «браков по договорённости» и «браков по принуждению».
Институт брака по любви появился относительно недавно, с XVI века в Европе, когда странствующие музыканты, поэты и писатели романтизировали запрещённые в то время браки по любви, которые самостоятельно и в тайне устраивались между отлучёнными сужеными вне церкви. До этого история знала только легитимное создание брака с благословения духовенства или церкви. Родители могли давать благословение от имени церкви или духовенства.
В зависимости от культуры, браки по любви могут быть непопулярными и неодобряемыми. Понятие «брака по любви» на Востоке (Юго-восточная Азия) отличается от понятия «брака по любви» на Западе. Если на Западе брак по любви является предпочтительным по сравнению с браком по договорённости, то на Востоке, традиционно, — наоборот. Браки по любви считались родовым позором, хотя современный американизированный Восток ныне считает браки по любви обычным явлением.